# Stadion Mika
Stadion Mika – stadion piłkarski w Erywaniu zbudowany w latach 2006–2007, a otwarty w 2008 roku. Stadion ma pojemność 7250 miejsc.